# Urrácal
Urrácal – gmina w Hiszpanii, w prowincji Almería, w Andaluzji, o powierzchni 25,47 km². W 2011 roku gmina liczyła 342 mieszkańców.